# Nicholson (Géorgie)
Pour les articles homonymes, voir Nicholson.
Nicholson est une ville américaine située dans le comté de Jackson, en Géorgie. Selon le recensement de 2020, sa population est de 1 808 habitants.